# Nomonhan
Nomonhan is een klein Mongools dorp in de buurt van de grens met Mantsjoerije in de Volksrepubliek China ten zuiden van de Chinese stad Manzhouli.
In de zomer van 1939 werd in de buurt van Noomonhan de Slag bij Halhin Gol uitgevochten tussen het Rode Leger en het Keizerlijke Japanse Leger, die in Japan bekendstaat als het Nomonhan Incident. In die tijd was Mantsjoerije een satellietstaat van Japan, onder de naam Mantsjoekwo. Het conflict draaide om de loop van de grens tussen Mongolië en Mantsjoekwo. Na de strijd, die werd gewonnen door de Russen, werd de grens vastgesteld door de Mantsjoekwo-Mongolië Commissie, die werd vastgelegd in een overeenkomst op 15 oktober 1941. Na de Tweede Wereldoorlog werd dit gebruikt bij de oorlogstribunalen van Japan. China vroeg later om deze overeenkomstdocumenten onder de claim dat het geen grens zou accepteren die vastgesteld was in onderhandelingen met de Japanners. De documenten waren echter verdwenen en zijn tot op heden niet weer teruggevonden in zowel de archieven van de Verenigde Staten als die van Japan. De officiële Chinees-Mongoolse grens werd vastgelegd in de verdragen van 1962 en 1964.